# Heinz Ehmke
Heinz Ehmke (geboren 14. Januar 1910 in Kiel; gestorben 6. März 1943 in Petrowskij bei Kursk, Sowjetunion) war von 1940 bis 1943 Landrat des Kreises Malmedy sowie 1941/1942 vertretungsweise des Kreises Monschau.

## Leben

### Herkunft und Ausbildung
Als Sohn des Oberpostsekretärs und späteren Postinspektors August Ehmke und dessen Ehefrau Pauline Ehmke, geborene Bohnsack, erhielt Heinz Ehmke eine Gymnasialbildung. Nach der Erlangung der Hochschulreife begann er ein Studium der Rechtswissenschaften an den Universitäten in seiner Heimatstadt Kiel und in der Folge München (1928 bis 1932). Mit Ablegung der 1. juristischen Staatsprüfung am 22. April 1932 trat Ehmke am 20. Mai als Gerichtsreferendar in die preußische Justizverwaltung ein, wo er im Rahmen seiner weiteren juristischen Ausbildung im Bezirk des Oberlandesgerichts Kiel Beschäftigung fand. Zum 1. Dezember 1932 trat er der NSDAP bei (Mitgliedsnummer 1.408.884). Mit der großen Staatsprüfung am 7. November 1935 schloss Ehmke dann seine Ausbildung ab und trat mit der Ernennung zum Regierungsassessor zum 1. Mai 1936 in den preußischen Verwaltungsdienst über.

### Werdegang
Ehmkes Verwaltungslaufbahn nahm ihren Beginn ab April 1937 mit einem Einsatz beim Landratsamt Hannover, von wo aus er im November desselben Jahres an die Regierung Aachen wechselte. Dort erhielt er am 24. August 1938 auch die Ernennung zum Regierungsrat. Aus dieser Stellung heraus beauftragte ihn sein Dienstherr ab dem 1. September 1939 vertretungsweise die Verwaltung des Landratsamtes Monschau zu versehen, nachdem der dortige Landrat Kurt Dingerdissen bei Kriegsbeginn zum Kriegsdienst einberufen wurde. Nach dem Angriff Belgiens durch das Deutsche Reich am 10. Mai 1940, wurde Ehmke noch vor dessen bedingungsloser Kapitulation vom 28. Mai 1940 am 22. Mai 1940 mit der kommissarischen Verwaltung des seitens des Deutschen Reichs annektierten Kreises Malmedy beauftragt. Am 28. August 1941 folgte, mit Wirkung zum 1. September 1941, seine definitive Ernennung. Zugleich übernahm er erneut vertretungsweise die Verwaltung des Landkreises Monschau, die zwischenzeitlich vom 2. Januar 1941 bis zum 27. März 1942 nochmals von Kurt Dingerdissen versehen wurde.
Noch im Laufe des Jahres 1942 wurde auch Ehmke zum Kriegsdienst einberufen. Die Verwaltung des Kreises Malmedy übernahm vertretungsweise der Eupener Landrat Felix Seulen. Ehmke fiel am 6. März 1943. Sein Grab befindet sich bei Petrowskij.
Am 30. April 1937 heiratete Heinz Ehmke in Albersdorf Lieschen Körner (geboren am 13. Januar 1908 in Heide). Er war ein Angehöriger der Evangelisch-lutherischen Kirche.